# 오코노기 마사오
오코노기 마사오(일본어: 小此木 政夫, 1945년 4월 14일~)는 일본의 정치학자이다. 주 연구 분야는 한반도 정치이며, 게이오기주쿠 대학의 명예교수이다.

## 저서
- 《조선전쟁―미국의 개입과정》(朝鮮戦争――米国の介入過程, 1986년)
- 《일본과 북조선·앞으로의 5년―남북 통일로의 시점과 시나리오》(日本と北朝鮮・これからの5年――南北統一への視点とシナリオ, 1991년)

## 수상
- 요시카쿠상(1986년)
- 서송한일학술상(2010년)
- 제31회 아시아·태평양상 대상(2019년)[1]